# Mack of the Century... Too Short's Greatest Hits
Albums de Too $hort
Blow the Whistle
(2006) Get off the Stage
(2007)
Mack of the Century... Too Short's Greatest Hits est une compilation de Too $hort, sortie le 28 novembre 2006.
L'album s'est classé 47e au Top R&B/Hip-Hop Albums.

## Liste des titres
| No  | Titre                                         | Album original                | Durée |
| --- | --------------------------------------------- | ----------------------------- | ----- |
| 1.  | Freaky Tales                                  | Born to Mack                  | 9:33  |
| 2.  | Dope Fiend Beat                               | Born to Mack                  | 6:31  |
| 3.  | Life Is...Too $hort                           | Life Is...Too $hort           | 4:35  |
| 4.  | I Ain't Trippin'                              | Life Is...Too $hort           | 6:37  |
| 5.  | Short But Funky                               | Short Dog's in the House      | 4:13  |
| 6.  | The Ghetto                                    | Short Dog's in the House      | 5:00  |
| 7.  | I'm a Player                                  | Get in Where You Fit In       | 6:02  |
| 8.  | Blowjob Betty                                 | Get in Where You Fit In       | 5:27  |
| 9.  | In the Trunk                                  | Shorty the Pimp               | 5:50  |
| 10. | Burn Rubber                                   | Married to the Game           | 3:20  |
| 11. | Cocktales                                     | Cocktails                     | 6:07  |
| 12. | Gettin' It (featuring Parliament-Funkadelic)  | Gettin' It (Album Number Ten) | 5:42  |
| 13. | Choosin' (featuring Jagged Edge et Jazze Pha) | Married to the Game           | 3:58  |